# Umor Janka Komljanca, Alojza Pašiča ter Antona in Alojza Murglja
Umor Janka Komljanca, Alojza Pašiča ter Antona in Alojza Murglja predstavlja enega večjih vojnih zločinov slovenskih partizanov nad slovenskim civilnim prebivalstvom za časa 2. svetovne vojne. Do skupinskega umora štirih oseb je prišlo 17. junija 1942 v neposredni bližini gradu Hmeljnik na Dolenjskem. Žrtve so bile pred umorom mučene na grozovit način, o čemer je podal izvedensko mnenje sanitetni referent dr. Korbar ob njihovem izkopu 3. aprila 1943. O mučenju žrtev pričajo tudi uradni zapisnik izkopa in fotografije, posnete ob tej priložnosti.

## Ozadje
Janko Komljanec je bil od leta 1925 kaplan v Prečni pri Novem mestu, od leta 1937 dalje pa tam župnik. Odlikoval se je z razgledanostjo in organizacijskimi sposobnostmi. Posebno skrb je namenjal vzgoji mladine in razvoju katoliških športnih in prosvetnih društev, kakršna je bila Katoliška akcija. Okoli njega se je oblikoval krog mladih domačinov, med katerimi so po zglednem verskem življenju izstopali bratje Murgelj s kmetije na Daljnem Vrhu, od katerih sta Anton in Alojz pomagala pri delu v župnišču. Komljanec je mladino vzgajal v narodnem in katoliškem duhu ter jasno izražal odklonilen odnos do vseh treh evropskih totalitarizmov tistega časa. Totalitarizme je obsojal kot utemeljene na nasilju in bil prepričan v njihov propad. Kot katoliški duhovnik je komunizem zavračal tudi v skladu s papeško okrožnico Divini Redemptoris, v kateri ga je papež Pij XI. obsodil in katoličane pozval, naj z njim nikakor ne sodelujejo. V tem duhu je Komljanec vzgajal svoje župljane, s čimer se je že pred italijansko okupacijo zameril redkim okoliškim komunistom in njihovim liberalnim simpatizerjem.

### Franček Sajeo Komljancu
Komljančevo zavzeto protipartizansko delovanje popisuje Franček Saje. »Župnika Janka Komljanca iz Prečne je celo kaplan Franc Malovrh-Breznik, poklicni belogardistični organizator, 'obsojal  [...], ker je s svojimi govori netil državljansko vojno'.  Res je bil tako žolčen v svojih pridigah, da ga mnogi pobožni ljudje niso mogli več prenašati.« (Saje 1952: 178). 
V Prečni je »Janko Komljanec sredi maja 1942 kar javno nagovarjal moške, naj se priključijo Mihailovićevim četnikom. Komljančev zaupnik Jože Murgelj z Daljnega vrha je o tem povedal: "Komljanec je prišel pred cerkev, ko smo šli ravno od maše, in naročil, naj pridemo v dvorano. Ko smo prišli v dvorano (prosvetnega doma – op. S. F.), nas je bilo okrog trideset moških in je rekel Komljanec, da sta sedaj tukaj dve stranki, in sicer partizani in mihailovičevci. Nadalje je rekel, da so prišli iz Srbije trije Mihailovićevi oficirji in da imajo logor nekje na Gorjancih. Rekel je: 'Fantje, komur so tla vroča pred partizani, naj se javi v Mihailovićevo vojsko.'" Razen Murglju in še trem, štirim belogardistom v vsej fari niso nikomur drugemu bila »tla vroča pred partizani«. A še tej petorici med skoraj tremi tisoči farani ni dišalo, da bi okrepila umetno porajajočo se belo vojsko pod Gorjanci.« (Saje 1952: 269)

## Okupacija in delovanje Osvobodilne fronte
Po fašistični okupaciji Dolenjske in vzhodne Notranjske ter oblikovanju Ljubljanske pokrajine so lokalni komunisti nekaj časa agitirali za priključitev mejnega območja, kamor je spadala tudi Prečna, k Tretjemu rajhu in sodelovali z nacisti po določilih Pakta Ribbentrop-Molotov. Komljanec je to sodelovanje vseskozi javno obsojal, tudi s prižnice. Po Hitlerjevem napadu na Sovjetsko zvezo junija 1941 so komunisti začeli organizirati svoje bojne enote, partizane. Le-ti so do spomladi 1942 začeli delovati tudi v gozdovih okoli Prečne. Prvi partizani so bili večinoma člani Komunistične partije Slovenije, v dobri veri pa se jim je pridružilo nekaj domačih vernih in narodno zavednih fantov. Enega od njih, Toneta Ilovarja, so umorili, ker na njihov ukaz ni želel aretirati in privesti v gozd svojega lastnega strica. Komljanec je jasno obsojal ta umor in mnoge druge komunistične umore slovenskih civilistov, ki so od marca 1942 postajali v Ljubljanski pokrajini izredno pogosti. Medtem so lokalni terenci Osvobodilne fronte (OF) in »vaški zaščitniki« začeli razširjati govorice, da je Komljanec sam odgovoren za umor Ilovarja in nekaterih drugih partizanov, kar je bila standardna praksa komunistične propagande. Komljanec se na to ni oziral, temveč je nadaljeval z delom v župniji, tudi potem, ko mu je bilo v začetku maja 1942 s strani OF poslano prvo grozilno pismo. V tem pismu je OF, ki sicer ni imela nobene avtoritete oblasti, samovoljno izrekla »smrtno obsodbo« za župnika Komljanca, cerkvenega organista Ivana Riglerja, učiteljico Milko Borse ter brata Antona in Alojza Murglja.

## »Smrtna obsodba«in ugrabitev četverice, 15.junija 1942
Komljanec kljub dobronamernim svarilom svojih prijateljev niti po grozilnem pismu ni želel zapustiti župnišča in Prečne. Bil je prepričan, da ga župljani v kaotičnih razmerah potrebujejo bolj kot kdajkoli prej. Na župnijskem posestvu je ostal tudi njegov pomočnik Alojz Pašič, prav tako sta z delom na domači kmetiji na Daljnem Vrhu normalno nadaljevala Anton in Alojz Murgelj. Nihče od njih ni na nikakršen način sodeloval z Italijani, zaradi vse pogostejših vesti o neprenehnih komunističnih umorih slovenskih civilistov na Dolenjskem, v Ljubljani in na Notranjskem, pa niso želeli več sodelovati niti s partizani. 
Župnik Komljanec je v odnosu do okupacijskih oblasti izvajal striktno pasivno rezistenco in v enakem duhu je vzgajal vse svoje župljane. Vse do 15. junija 1942 je normalno opravljal duhovniške obveznosti po okoliških vaseh, čeprav so ga partizani v tem času nekajkrat pričakali v zasedi in jim je komaj ušel. 15. junija 1942, okoli pol desete zvečer, je povsem nezaščiteno župnišče v Prečni obkolila večja skupina oboroženih partizanov. V skupini je bil tudi Franček Saje, domačin in nekdaj Komljančev učenec, ki ga je župnik s svojim posredovanjem nedolgo pred tem rešil italijanske aretacije. Saje, mesarjev sin in kasnejši avtor psevdo-zgodovinske knjige Belogardizem, v kateri je skrajno negativno in propagandistično opisoval vlogo katoliške strani v prvih letih vojne, je z revolverjem prisilil Komljanca čez prag župnišča. Enako so presenetili tudi župnijskega delavca Alojza Pašiča, ki je bil ravno pri večerji. Organistu Riglerju je takrat uspelo pobegniti in se skriti v krušni peči.
Komljanca in Pašiča so nekaj časa zasliševali in pretepali pod kozolcem blizu župnišča, nato so ju odpeljali v sosednjo vas in ju zaprli v svinjak. Od tam so ju naslednji dan odpeljali na bližnji grad Hmeljnik, ki so ga partizani v maju 1942 že izropali in požgali ter si v njegovi okolici uredili začasno bazo.

### Franček Sajeo Komljančevi smrti
Franček Saje v knjigi Belogardizem takole popisuje Komljančevo vlogo in usodo:
Tiste dni se je v gozdu za Kalom nad Prečno zadrževal tudi vod partizanov iz Gašperjeve čete II. bataljona Dolenjskega odreda. Ljudje so partizane obvestili, da se v bližini klatijo oboroženi belogardisti, a partizani tem govoricam niso hoteli in mogli verjeti. V nedeljo proti večeru je odšla s Kala v Češčo vas tričlanska patrulja: Tone Ilovar iz Novega mesta, Alojz Novšak z Grčvrha pri Mirni peči in Miklič, sin mlinarja na Radulji pod Trebelnem. Na poti je ta trojica naletela na šentrupertske belogardiste, ki so jo zajeli in proti jutru 15. junija zaklali. Zaklane partizane so ljudje našli šele čez kakih deset dni v neki grapi, pokrite z dračjem, ter jih dostojneje pokopali kar v gozdu.
Po izjavi več prič je pri tem umoru kumoval tudi župnik Komljanec, saj je zgodaj zjutraj prišel iz gozda, kjer se je zgodil zločin. Nato se je odpeljal maševat na podružnico v Dol. Stražo, potlej odhitel v Novo mesto in se vrnil z akademikom Ivanom Mihevcem, da bi mu pomagal pri belogardistični mobilizaciji. [...]
Po tem uboju se je župnik Komljanec podvizal, da bi čim prej izvršil svojo nalogo. Zato je še isti dan popoldne belogardistom v prečenski občini pismeno sporočil, da se v njihovi fari nahaja vojska generala Mihailovića. Pozval jih je, naj se tudi oni odzovejo pozivu ter odidejo v borbo proti partizanom. Zavoljo tega naj zvečer pridejo na razgovor v župnišče. Eno pismo, naslovljeno na Franca Somraka, kmetskega sina s Kala, je prišlo v roke tudi partizanom. 
Zadeva z župnikom Komljancem je bila v glavnem razčiščena. Njegovi šentrupertski pomagači pri belogardistični mobilizaciji so zjutraj zahrbtno umorili tri partizane, kar je partizanski vod zvedel že okrog poldne istega dne. Sedaj je Komljanec hotel k morilcem partizanov poslati še svoje vojščake. Partizani so sklenili, da morajo to Komljančevo namero za vsako ceno preprečiti. 
V mraku se je pri Komljancu v župnišču res zbralo nekaj belogardističnih somišljenikov iz prečenske fare, oboroženi Šentrupertčani pa so okrog župnišča postavili straže in zasede. Ko so zvečer prišli v Prečno tudi partizani, da razbijejo sestanek in aretirajo župnika kot kolovodjo belega izdajstva, so jih ljudje opozorili na zasede. Partizanski oddelek je počakal na odhod oboroženih belogardistov in nato stopil v župnišče. Tu so partizani našli samega župnika Komljanca s kupom belogardističnih letakov, noticami s sestanka in s skiciranim govorom. Po teh beležkah je Komljanec še pred dobre pol ure prečenskim članom Katoliške akcije in drugim zvestim fantom naročal, da morajo budno zasledovati vse pristaše osvobodilnega gibanja. V duhu pisanja »Svobodne Slovenije« in govorov dr. Kreka iz Londona jim je zatrjeval, da so vsi partizani obsojeni na smrt ter da general Mihailović to že izvršuje v krajih, kjer ima oblast.
Partizanska patrulja je župnika Komljanca aretirala. Čez dva dni ga je naglo vojno sodišče z njegovimi sodelavci na Hmeljniku obsodilo na smrt zaradi organiziranja belogardističnega izdajstva in posrednega sodelovanja ter odobravanja umora treh partizanov. [...] S tem je bila belogardistična organizacija za zmeraj strta tudi v prečenski okolici, Štajerski bataljon pa ni ves čas svojega obstoja dobil iz Prečne niti ene puške in niti enega moža.

Da so bili duhovniki Komljanec, Nahtigal in Cvar kot belogardistični organizatorji tudi sodelavci italijanskih okupatorjev in narodni izdajalci, so nehote priznali sami okupatorji. Zjutraj 23. junija so namreč na prečenskem pokopališču ustrelili štiri talce: »Danes zjutraj so kot represalije za ubita župnika v Prečni in Št. Rupertu bili ubiti v Prečni štirje moški, zanesljivo krivi komunističnega delovanja.«

### Bratje Murgelj
Družina Murgelj je živela na Daljnem Vrhu, v zaselku Goli Vrh, ki je štel tri domačije. Spadali so v Župnijo Prečna, od župnijske cerkve je bila domačija oddaljena približno uro hoda. Murgljeva domačija je zadoščala za preživljanje obeh staršev in sedmih otrok: štirih sinov in treh hčera. Najstarejši med sinovi je bil Jože (rojen 1914), drugi je bil Anton (rojen 1918), sledila sta še leta 1923 rojeni Alojz in leta 1925 rojeni Martin. Anton je bil že vojaški obveznik in je aprila 1941, ravno v času nemškega bombardiranja Beograda, tam služil v kraljevi jugoslovanski gardi. Tri tedne po kapitulaciji Jugoslavije se je skoraj čudežno vrnil peš domov na Daljni Vrh, na veliko veselje družine. Najmlajša brata, Lojze in Martin, pred okupacijo sploh še nista služila vojske.
Vsa družina je bila pristno verna in se redno udeleževala nedeljskih in delavniških maš v Prečni pri župniku Komljancu. Bili so razgledana katoliška družina, ki je preko časnikov Slovenec in Domoljub pozorno spremljala svetovne dogodke že v letih dolgo pred okupacijo. Vsi fantje v družini so bili vzgojeni v krščanskem duhu, mirni, resni in delavni. Poleg vsakdanjega dela na kmetiji so si občasno priskrbeli kak postranski dohodek z dnino na okoliških domačijah. Izstopali so kot dosledni katoličani in se niso udeleževali veselic in pijančevali, po nedeljskih mašah pa so se normalno družili z ostalimi okoliškimi fanti. Lokalni komunisti in njim pridruženi liberalci so družino, še posebej pa njene sinove, zaradi doslednega verskega življenja kmalu etiketirali kot farško. V prevratniških časih je takšna označba s strani komunistov pogosto že veljala kot neformalna smrtna obsodba. Ko so začeli voditelji OF načrtovati odstranitev župnika Komljanca, so bili v njihovih načrtih od vsega začetka vključeni tudi vsi štirje bratje Murgelj.
15. junija so partizani obkolili Alojza in Martina Murglja med delom v domačem vinogradu na Trški gori. Alojza so ujeli in odpeljali s seboj, medtem ko jim je 17-letni Martin ušel. Stekel je proti domu z namenom, da opozori preostala dva brata. Na Daljnem Vrhu ga je načrtno (tako so menili kasneje domači) zadržal vaščan Skubic, ki je veljal za naklonjenega partizanom. Ko je Martin prišel domov, so z druge strani na domačijo ravno vdrli tudi partizani z ugrabljenim in pretepenim Alojzom. Le-ta je slutil, kaj se bo zgodilo, zato je rekel, da ne gre nikamor, naj ga kar v domači hiši ubijejo: »Tu sem se rodil in tu bom umrl.«
Na glas je začel moliti kesanje, prepričan v skorajšnjo smrt. Medtem je Anton poskušal pobegniti, a si je pri skoku skozi okno zlomil nogo. Partizani so tako zgrabili še njega in oba brata odpeljali proti Hmeljniku. Najstarejši brat Jože je bil tistega dne ravno zdoma po opravkih in je tako po naključju preživel partizanski napad na Murgljevo domačijo, vendar so ga po vojni komunisti nenehno preganjali in ga za 9 let tudi zaprli. Najmlajši brat Martin je pod vtisom grozovite smrti svojih dveh bratov kasneje vstopil v Slovensko domobranstvo in skupaj z bratrancem Lojzetom Murgljem padel v boju proti komunistom 23. junija 1944 na Slivnici pri Cerknici.

### Mučenje in skupinski umor pri gradu Hmeljnik
Oba brata Murgelj so partizani pridružili župniku Komljancu in Alojzu Pašiču ter jih skupaj odvlekli do gradu Hmeljnik. 16. junija 1942, dan pred smrtjo, so vse štiri mučili, jih udarjali v glavo in po hrbtu s puškinimi kopiti, jim rezali ustnice in nosove ter lomili kosti. Antona Murglja, ki si je zlomil nogo že ob poskusu pobega, so po pričevanju očividcev na mesto zasliševanja, mučenja in umora, partizani prinesli iz gradu Hmeljnik na leseni lestvi, ki so jo kasneje tudi položili preko skupinskega groba. Očividci so poročali, da so se kriki mučenih žrtev slišali daleč naokrog. Partizanski stražar, ki je prisostvoval mučenju, je kasneje pripovedoval, da se je župnik Komljanec izkazal za junaka: brezkompromisno je odgovarjal na vse partizanske obtožbe in spodbujal svoje sotrpine s stavkom: »Kratko bo trpljenje, večno pa veselje.«
Komljanec je vsem trem na smrt obsojenim fantom dal še spovedno odvezo, nakar naj bi bil primoran sam izkopati skupen grob za vse štiri. Grob je bil izkopan okoli 1,1 meter v globino, 60 centimetrov v širino in 1,5 metra v dolžino. Najkasneje 17. junija 1942 so bili Janko Komljanec, Anton Murgelj, Alojz Murgelj in Alojz Pašič ubiti. V grob so bili položeni tako, da je na vrhu ležal Anton Murgelj, pod njim Alojz Murgelj, nato Alojz Pašič, na samem dnu pa župnik Komljanec. Položaj naj ne bi bil izbran naključno: priče so trdile, da so se partizani norčevali iz umorjenih, češ, da mora ležati Komljanec spodaj, da bo lahko porinil v nebesa oba Murglja. Grob so partizani pokrili s tanko plastjo dračja in suhih vej, čezenj so položili tudi lestev, na kateri so do mesta umora prinesli Antona Murglja.

## Izkop in dokazi o mučenju žrtev
3. aprila 1943 je bil pod zaščito domačih vaških stražarjev in ob prisotnosti sorodnikov umorjenih izvršen izkop. Kot priče so bili prisotni: Ludvik Komljanec, brat župnika Komljanca, Jože Murgelj, brat Antona in Alojza Murglja, Josip Zagorc, župan občine Prečna, in Ivan Mihevc, odvetniški kandidat v Novem mestu. Kot sanitetni referent, pristojen za pregled trupel in odkrivanje morebitnih znakov nasilja na njih, je ob izkopu sodeloval tudi dr. Korbar.
Izsledki uradne preiskave ob izkopu štirih žrtev so bili sledeči:
•	Anton Murgelj, 23 let: leva stran glave (spodnja čeljust, leva ličnica in senčna kost) je bila popolnoma razbita. Vsi udarci so bili prizadeti s topim predmetom, najverjetneje s puškinim kopitom. Gornja ustnica in nos sta bila odrezana. Pokojnik je umrl zaradi težkih poškodb glave, ki so bile vse smrtne.
•	Alojz Murgelj, 19 let: desna rama, leva spodnja čeljust in ličnica popolnoma razbite. Gornja ustnica odrezana skupaj z nosom. Na hrbtu je koža razpadala hitreje, najverjetneje od podplutb, ki so nastale kot posledica težkih udarcev. Vse poškodbe na glavi so bile smrtne.
•	Alojz Pašič, 21 let: leva roka najverjetneje zlomljena v zapestju. Leva noga dvakrat zlomljena, in sicer tik nad kolenom in nekoliko nad stopalom. Gornja ustnica odrezana skupaj z nosom, leva ličnica, senčna kost in čeljust popolnoma razbite. Poškodbe na glavi prizadejane s topim predmetom in smrtne.
•	Janko Komljanec, 49 let: zadnja stran lobanje popolnoma razbita. Desna spodnja čeljust in ličnica zdrobljeni, gornja ustnica odrezana. Na hrbtu s krvjo podpluta mesta močno razpadla. Rane so bile prizadejane s topim predmetom.

## Pogreb žrtev in kasnejši dogodki
Pogreba štirih umorjenih se je 4. aprila 1943 udeležilo nad 2.000 župljanov Prečne. Od štirih bratov Murgelj je konec Druge svetovne vojne dočakal le najstarejši, Jože, medtem ko je najmlajši, Martin, padel v domobrancih junija 1944. Družina Murgelj je bila tudi po vojni s strani novih komunističnih oblasti šikanirana in strogo nadzirana. Zaplenili so jim največji del posesti, gozd in vinograde, tako da so ostali skoraj brez vsega. Najstarejši brat Jože, ki med vojno ni sodeloval na nobeni strani, se je pred novimi oblastmi nekaj časa uspešno skrival v gozdu, dokler ga niso izdali lokalni partijski zaupniki. Med begom je bil ustreljen, nakar so ranjenega odvlekli v vojaško bolnišnico in ga kmalu obsodili na 20 let zapora. Sprva je bil zaprt na gradu Škofja Loka, kasneje na Igu, po 9 letih pa so ga izpustili. Za krajše obdobje, z očitnim namenom zastrahovanja, so komunistične oblasti zaprle tudi očeta Jožefa Murglja starejšega ter hčerki Jožefo Ano in Marijo Martino.
Za župnika Janka Komljanca je Rimskokatoliška cerkev v Sloveniji pri Svetem Sedežu vložila postopek za beatifikacijo in svetništvo.
V Republiki Sloveniji slovenski organi pregona odgovornih za umor nikoli niso niti iskali niti našli.